# Pecluma
Pecluma är ett släkte av stensöteväxter. Pecluma ingår i familjen Polypodiaceae.

## Bildgalleri

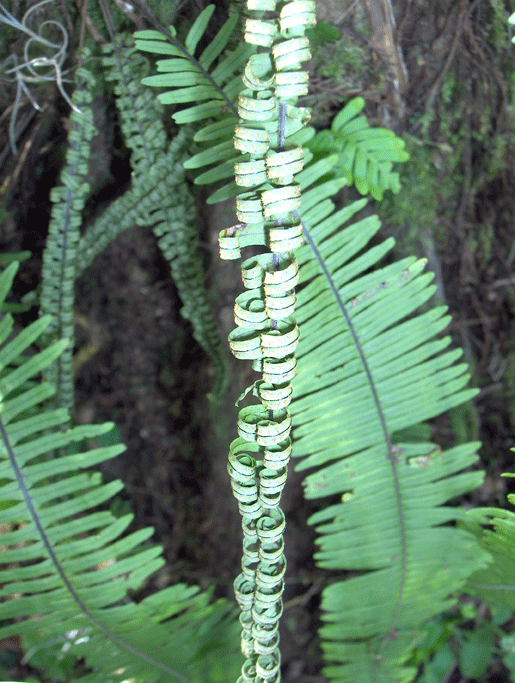
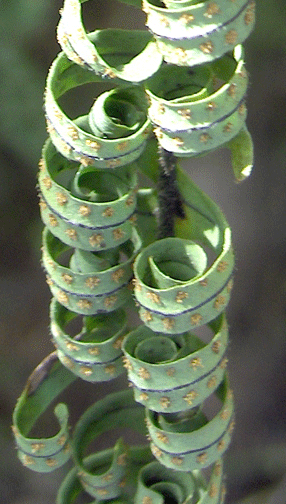
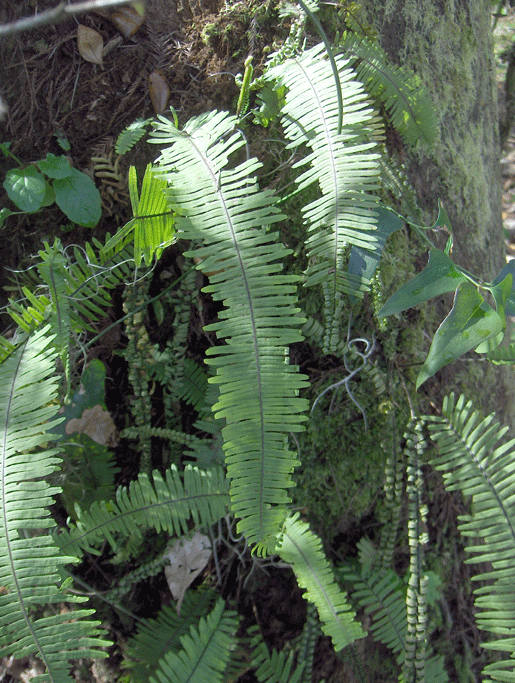

## Dottertaxa tillPecluma, i alfabetisk ordning[1]
- Pecluma absidata
- Pecluma alfredii
- Pecluma atra
- Pecluma barituensis
- Pecluma bermudiana
- Pecluma bourgeauana
- Pecluma camptophyllaria
- Pecluma chnoophora
- Pecluma choquetangensis
- Pecluma consimilis
- Pecluma curvans
- Pecluma dispersa
- Pecluma divaricata
- Pecluma eurybasis
- Pecluma ferruginea
- Pecluma filicula
- Pecluma funicula
- Pecluma hoehnii
- Pecluma hygrometrica
- Pecluma imbeana
- Pecluma insularis
- Pecluma macedoi
- Pecluma oranense
- Pecluma paradiseae
- Pecluma pastazensis
- Pecluma pectinata
- Pecluma pectinatiformis
- Pecluma perpinnata
- Pecluma pilosa
- Pecluma plumula
- Pecluma ptilodon
- Pecluma recurvata
- Pecluma robusta
- Pecluma sanctae-mariae
- Pecluma schkuhrii
- Pecluma sicca
- Pecluma singeri
- Pecluma sursumcurrens
- Pecluma truncorum
- Pecluma venturii